# Università di Portsmouth
L'università di Portsmouth (University of Portsmouth) è un'università pubblica dell'omonima città inglese.

## Storia
Risalente al 1870 (al 1869 secondo altre fonti), l'università di Portsmouth era originariamente nota come Portsmouth and Gosport School of Science and Art. Essendo Portsmouth una città costiera, l'istituto forniva istruzione tecnica a ingegneri e lavoratori qualificati ed era rivolta a coloro che volevano lavorare in ambito navale.
Nel corso della sua esistenza, la scuola cambiò nome più volte. Nel 1908 fu rinominata Portsmouth Municipal College, nel 1952 prese il nome di Portsmouth College of Technology e nel 1969 Portsmouth Polytechnic. Guadagnò lo status di università nel 1992.
Nel 2022, con i suoi 28.280 studenti, l'università di Portsmouth divenne il venticinquesimo istituto inglese per numero di studenti.